# 凌風丸 (気象観測船・初代)
凌風丸（りょうふうまる）は、日本が保有していた気象観測船である。室戸台風を教訓に1937年（昭和12年）に建造され、日本初の本格的な気象観測船として中央気象台に配備された。太平洋戦争を生き抜き、戦後も中央気象台および後身の気象庁で運用された。「凌風丸」の船名は、その後2代にわたって気象観測船に受け継がれている。

## 建造の経緯
1934年（昭和9年）9月に西日本を襲った室戸台風は、甚大な被害をもたらした。そこで、台風対策として気象観測体制の強化が行われることになり、同年11月の第66回臨時帝国議会で、かねてから岡田武松ら気象関係者が要望していた本格的気象観測船の建造が承認された。建造費は50万円以上となった。
新造気象観測船の任務は、太平洋上の離島を拠点に整備予定の気象観測網への補給及び航行中の気象データ収集のほか、当時、東北地方で発生して問題になっていた冷害（昭和東北大凶作）の原因調査、オホーツク海での結氷状況の調査など多岐にわたるものとされた。そのため、悪天候下でも航行できる優れた復元性や凌波性、耐氷構造の船体、各種実験観測設備などが要求された。居住性は優れたものとされ、観測拠点支援用の医療設備や食糧冷凍庫も備えられた。
本船の設計は東京帝国大学工学部の浅川彰三教授を主任とし、建造は播磨造船所に発注された。1937年2月3日に起工され、同年5月17日に進水、同年8月31日に竣工した。台風シーズンに間に合うよう、建造は急ピッチで進められた。船名は同年4月22日に「凌風丸」と命名された。これは、江戸時代に本多利明が蝦夷地調査に使用した似関船にちなむ名前である。

## 船歴
竣工した「凌風丸」は、離島への観測拠点設営や補給物資運搬、洋上観測などに予定通り使用された。1941年までに40回の航海を実施した。
1941年（昭和16年）に太平洋戦争が勃発すると、本船は同年12月24日に日本海軍に借用されて横須賀鎮守府所管の海軍一般徴用船(測量船兼観測船)となり、横須賀鎮守府水路部に配属。以降海軍管理下で気象観測や輸送任務に従事した。自衛のための武装も施され、最終段階では短8cm砲1門を船尾に、船橋上に13mm機銃と92式7.7mm機銃を装備した状態だった。輸送船の大半が沈んだマタ30船団に参加するなど危険な航海も経験したが、無事に終戦の日を迎えた。
1945年（昭和20年）8月に海軍から中央気象台に返還された「凌風丸」は、再び各種の気象観測や観測支援に活躍した。運航に際し、GHQの日本商船管理局（en:Shipping Control Authority for the Japanese Merchant Marine, SCAJAP）によりSCAJAP-R009の管理番号を与えられた。1946年（昭和21年）には、鳥島に設営班を輸送して観測所の再建を行っている。中央気象台が気象庁に改組した後も運用を続けられたが、老朽化により1965年（昭和40年）に代船として2代目の「凌風丸」建造が決まり、2代目が竣工すると交代して1966年（昭和41年）6月21日に退役し、同年12月24日に香川県内海町にて解体された。なお、「凌風丸」の名は、1995年（平成7年）就役の3代目にも受け継がれている。

## 主な出来事
- 1961年 (昭和36年) - 凌風海山を発見 [9]
- 1963年 (昭和38年) - 凌風第2海山を発見 [10]
- 1963年 (昭和38年) - 襟裳海山を測量 [11]

## 関連文献
- 小野儀一 「海洋気象観測船凌風丸について」『船の科学』19巻10号 船舶技術協会、1966年。
- 中井俊介 『海洋観測物語―その技術と変遷』 成山堂書店、1999年。